# تورکدن
تورکدن (به انگلیسی: Turkdean) یک روستا و محله مدنی در بریتانیا است که در Cotswold واقع شده‌است.